# خط شارجستاني
الخط الشارجستاني خط عربي محدث اخترعه شارجة خان الطالب في جامعة بركلي. الخط يرسم من الأعلى إلى الأسفل والفائدة أن يستعمل لكتابة اللغة العربية وسائر اللغات التي تكتب بالخط العربي. الخط منسوب إلى "سلطنة شارج‍ستان العظيمة"، تلك السلطنة الخرافية التي أعلن خان عن قيامها عام ألفين وعشرة.